# Петилли, Симоне
Симоне Петилли (итал. Simone Petilli; род. 4 мая 1993, Беллано, провинция Лекко, области Ломбардия, Италия) — итальянский профессиональный шоссейный велогонщик, выступающий за команду UAE Team Emirates.

## Достижения
| ГК  | Генеральная классификация |
| ГрК | Горная классификация      |
| МК  | Молодёжная классификация  |

## Статистика выступлений наГранд Турах
| Гранд Тур | 2016 | 2017 |
| --------- | ---- | ---- |
| Джиро     | 77   | 26   |
| Тур       | -    | -    |
| Вуэльта   | -    |      |